# Ann Lindberg
Ann Louise Elina Lindberg, född 11 augusti 1965 i Köping, är en svensk veterinär och ämbetsman. 
Hon är sedan 1 maj 2025 generaldirektör vid Läkemedelsverket.
Lindberg var under åren 1994 – 2007 verksam vid Svensk Mjölk, numera Växa Sverige, där hon bedrev forskning till stöd för genomförandet av det nationella bekämpningsprogrammet mot bovint virusdiarrévirus. Hon disputerade 2002 på avhandlingen Epidemiology and eradication of bovine viral diarrhoea virus infections och belönades 2004 med Kungliga Skogs- och Lantbruksakademiens pris för framstående doktorsarbete. Hon är sedan 2003 certifierad specialist i veterinär folkhälsa, inriktning populationsmedicin, genom European College of Veterinary Public Health. Lindberg utsågs 2007 till docent i veterinärmedicinsk epidemiologi vid Sveriges lantbruksuniversitet (SLU). 
Hon har sedan 2007 varit verksam vid Statens veterinärmedicinska anstalt, under åren 2008 – 2016 som chef för Zoonoscenter, och 2016–2019 som chef vid avdelningen för epidemiologi och sjukdomskontroll. Hon utsågs 2016 av regeringen till statsepizootolog och professor vid myndigheten. Den 12 augusti 2019 utnämndes Lindberg till vikarierande generaldirektör för Statens veterinärmedicinska anstalt, vilket permanentades den 19 december 2019, då hon som första kvinna utnämndes till generaldirektör (GD) vid myndigheten.
Den 12 november 2020 invaldes hon som ledamot vid Kungliga Skogs- och Lantbruksakademien, i Jordbruksavdelningen.
Lindberg ledde Djurantibiotikautredningen, vars betänkande "Friska djur behöver inte antibiotika - bättre verkan genom internationell påverkan" överlämnades till statsrådet Anna-Caren Sätherberg den 1 augusti 2022.
Den 23 april 2025 meddelade regeringen att Ann Lindberg utsetts till ny generaldirektör vid Läkemedelsverket, med tillträde 1 maj 2025 .
Lindberg var delaktig i det gällande svenska rekordet i 60-mannaformation sekvens, vilket sattes den 22 augusti 2015 i Karlsborg, i samband med att Svenska Fallskärmsförbundet firade 60 år.